# Жомбець
Жомбець (пол. Rząbiec) — село в Польщі, у гміні Влощова Влощовського повіту Свентокшиського воєводства.
Населення — 323 особи (2011).
У 1975-1998 роках село належало до Келецького воєводства.

## Демографія
Демографічна структура на день 31 березня 2011 року:
|          | Загалом | Допрацездатний вік | Працездатний вік | Постпрацездатний вік |
| -------- | ------- | ------------------ | ---------------- | -------------------- |
| Чоловіки | 169     | 45                 | 105              | 19                   |
| Жінки    | 154     | 35                 | 80               | 39                   |
| Разом    | 323     | 80                 | 185              | 58                   |